# LSV Wolfenbüttel
Der LSV Wolfenbüttel (offiziell: Luftwaffen-Sportverein Wolfenbüttel) war ein Sportverein aus Wolfenbüttel. Die Fußballmannschaft spielte drei Jahre in der seinerzeit erstklassigen Gauliga Niedersachsen bzw. Südhannover-Braunschweig.

## Geschichte
Der Verein wurde im Jahre 1924 gegründet, als dem Militär nahestehenden Mitglieder des MTV Wolfenbüttel den Verein VfL Wolfenbüttel gründeten. 1936 erfolgte die Umbenennung in LSV Wolfenbüttel. Der Verein trug seine Heimspiele im Meesche-Stadion aus. Im Jahre 1939 wurden die Wolfenbütteler Meister seiner Bezirksklasse. In der Aufstiegsrunde zur Gauliga Niedersachsen scheiterte der LSV allerdings gemeinsam mit dem 1. SC Göttingen 05 am SV Linden 07. Zwei Jahre später waren die Wolfenbütteler erfolgreicher. Nach einer weiteren Meisterschaft in der Bezirksklasse setzte sich die Mannschaft ohne Punktverlust gegen Eintracht Hannover und den LSV Göttingen durch und stieg in die höchste Spielklasse auf.
Ähnlich wie viele andere der Reichswehr nahestehenden Vereine konnten die Wolfenbütteler davon profitieren, dass sie im Gegensatz zu den bürgerlichen Vereinen immer in Bestbesetzung antreten konnten. Gleich in der Aufstiegssaison 1941/42 gewann der LSV drei der vier Spiele gegen Hannover 96 und wurde schließlich Vizemeister hinter Werder Bremen. Zur Saison 1942/43 wechselte der Verein in die neu geschaffene Gauliga Südhannover-Braunschweig. Zwar gelang dort ein 5:3-Sieg gegen Hannover 96, jedoch reichte es am Saisonende nur zu Rang sieben. In der Saison 1943/44 wurde der LSV Achter. Insbesondere auswärts kassierte die Mannschaft viele Gegentore und verlor bei Eintracht Braunschweig mit 0:10 und beim SVG Göttingen 07 gar mit 1:12.
Zur Saison 1944/45 wurde die Gauliga aufgelöst und durch fünf Bezirksligen ersetzt, wobei der LSV ebenso wie Lokalrivale Germania auf fünf Braunschweiger Vereine traf. Ob es allerdings zu Spielen kam, ist nicht bekannt. Im Winter kam der Spielbetrieb zum Erliegen. Der LSV Wolfenbüttel wurde später aufgelöst. Ob die ehemaligen Mitglieder dem neu gegründeten Wolfenbütteler SV beitraten ist ebenfalls nicht bekannt.